# نيدا (هسن)
نيدا هسن (بالألمانية: Nidda, Hesse) هي بلدة، مدينة، بلدة ألمانية و فلكلور ألماني تقع في ألمانيا في Wetteraukreis.

## أعلام
- سالومي كامر
- يوهان بيستوريوس